# Bronisław Średniawa
Bronisław Edward Średniawa (ur. 17 czerwca 1917 w Ciężkowicach, zm. 10 sierpnia 2014 w Krakowie) – polski fizyk, nauczyciel akademicki, profesor zwyczajny Uniwersytetu Jagiellońskiego w Krakowie. W latach 1966–1969 pełnił funkcję dziekana Wydziału Matematyki, Fizyki i Chemii UJ. Pochowany na cmentarzu Rakowickim w Krakowie.

## Przebieg kariery naukowej
- 1947: obronił pracę doktorską[5].
- 1946: pełnił funkcję zastępcy profesora fizyki teoretycznej[5]
- 1944: prowadził tajne komplety z fizyki na studentów UJ[5]
- 1942: ostateczne egzaminy na stopień magistra filozofii w zakresie matematyki i fizyki[5]
- na przełomie listopada/ grudnia 1941-1942 roku uczęszczał do Państwowej Szkoły Górniczo-Hutniczo-Mierniczej w Krakowie, którą ukończył w czerwcu 1942, dyplomem technika mierniczego[5]
- 1935-1939 studiował matematykę i fizykę na Uniwersytecie Jagiellońskim[5]

## Wydane podręczniki akademickie
- Mechanika środowisk rozciągłych (wspólnie z  J. Weyssenhoff em), Warszawa: PWN, 1957, 1967, 1969[5]
- Hydrodynamika i teoria sprężystości, Warszawa: PWN, 1977[5]
- Mechanika kwantowa, Warszawa: PWN, 1970, 1972, 1981, 1988[5]